# Princess Ida
Princess Ida o Castle Adamant, è un'opera comica con musiche di Arthur Sullivan e libretto di W. S. Gilbert. Essa debutto al Savoy Theatre il 5 gennaio 1884, e venne rappresentata per 246 recite.  Per gli standard delle Savoy Opera, essa non venne considerato un successo (una estate particolarmente calda a Londra non aiutò nella vendita dei biglietti), e non fu riproposta nella capitale britannica fino al 1919. Questa fu la ottava di quattordici opere scritte dal duo Gilbert e Sullivan.

## L'opera

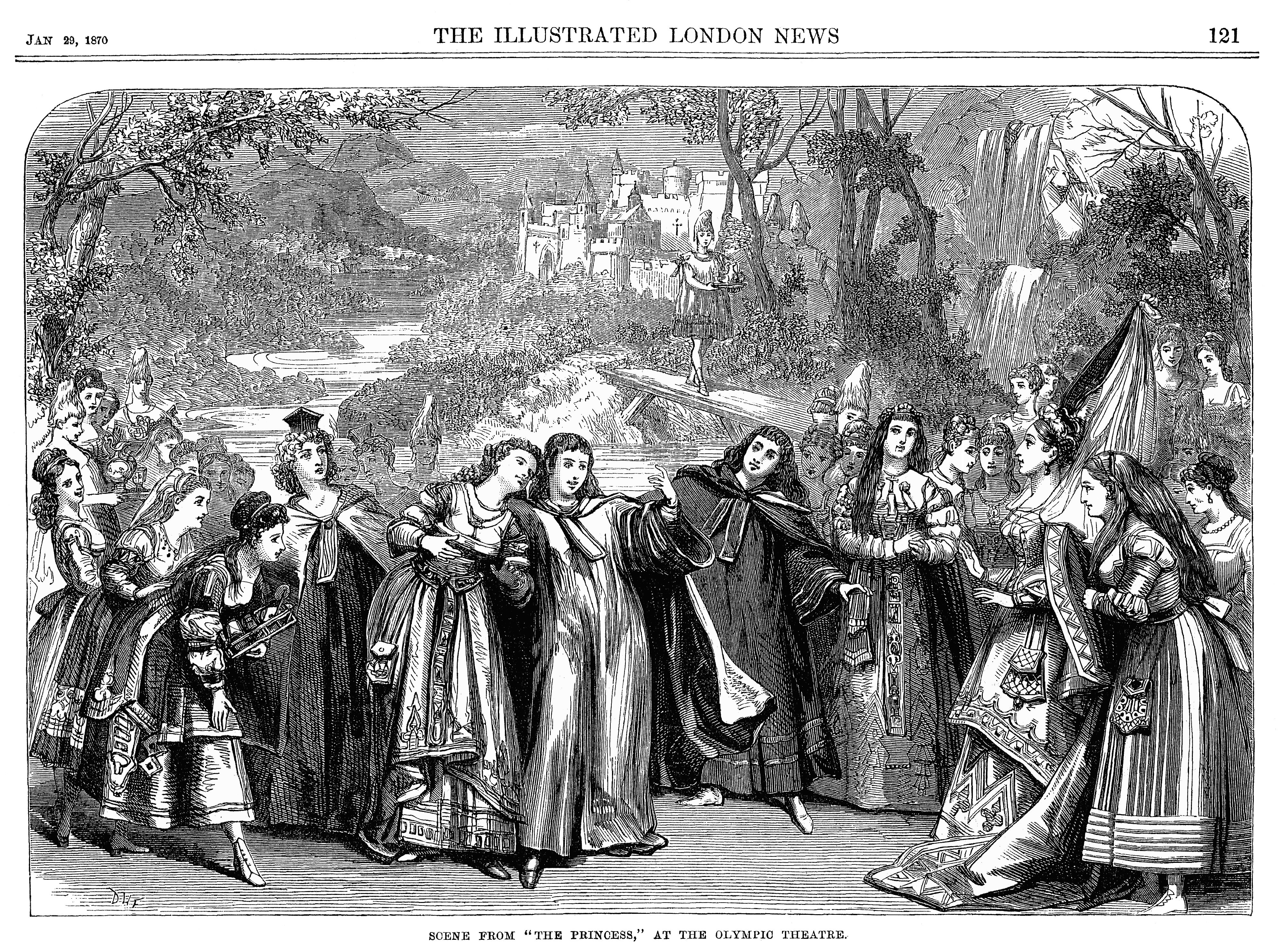
The Princess - Il gioco da Gilbert che è diventato Princess Ida.

Princess Ida è tratta dal poema The Princess del barone Alfred Tennyson. Gilbert aveva scritto una parodia su questo soggetto in versi liberi nel 1870. Secondo il biografo Hesketh Pearson, Gilbert prese parti del dialogo del vecchio lavoro e le trasportò nel nuovo libretto. Princess Ida divenne così l'unico lavoro di Gilbert e Sullivan i cui dialoghi sono scritti in versi liberi. Essa è anche l'unica delle loro opere in tre atti.
L'opera fa satira sul femminismo, sull'educazione della donna nei collegi inglesi, sull'evoluzionismo Darwiniano e su tutto ciò che era conservatore nell'era vittoriana. Così come Patience e Iolanthe, Ida tratta della guerra fra i sessi. In Patience,  le donne pazze e belle sono in opposizione agli uomini vanesi e militaristi; in Iolanthe le vaghe e volanti fatine sono opposte agli inefficienti e spenti baronetti; in Ida delle seriose studentesse e professoresse universitarie si battono contro un ultimatum di matrimonio forzoso fatto da un Re e dalla sua corte di uomini pieni di testosterone.
Le musiche di Sullivan sono magnifiche e una sequenza di canzoni nel secondo atto, ideata come una collana di perle, fu particolarmente amata dal pubblico.
Nonostante il libretto contenga molti dialoghi divertenti, la struttura in tre atti non è riuscita a tenere in tensione gli spettatori per un così lungo periodo. Inoltre il pubblico moderno trova il libretto stereotipato e costellato di ruoli trattati in maniera eccessivamente spinta.